# セリヌス包囲戦
セリヌス包囲戦は紀元前409年に発生した第二次シケリア戦争最初の大規模戦闘である（その前年にも同地で小規模な戦闘があった）。シケリア（シチリア）のセリヌス（現在のマリネッラ・ディ・セリヌンテ）で10日間の攻城戦と市街戦が、ハンニバル・マゴ率いるカルタゴ軍と、ドーリア人の殖民都市であるセリヌスの間で戦われた。
紀元前415年に、セリヌス軍はシチリア西部の先住民であるエリミ人の都市セゲスタに勝利したが、これが同年のアテナイのシケリア遠征（ペロポネソス戦争の一環）のきっかけとなった。アテナイのシケリア遠征は失敗し、紀元前413年に撤退した。セリヌスは紀元前411年に再びセゲスタに勝利したが、セゲスタはカルタゴに救援を求めた。カルタゴは交渉による解決を試みたがセリヌスはこれを拒否したため、紀元前409年にカルタゴはセリヌスを包囲し破壊した。カルタゴは70年前の第一次ヒメラの戦いで敗北していたため、この戦闘はカルタゴにとっては復讐戦の第一歩であった。セリヌスはその後再建されたが、昔日の繁栄は取り戻せなかった。

## 背景

マグナ・グラエキア（イタリア南部およびシチリア）のギリシア人殖民都市。シチリアにおけるイオニア人の最西端都市はヒメラ（現在のテルミニ・イメレーゼの東12キロメートル）であり、ドーリア人の最西端都市はセリヌス（セリヌンテ）である。

紀元前800年以降にフェニキア人の入植が始まるまで、先住民としてシケリア西部にはエリミ人、中央部にはシカニ人、東部にはシケル人が居住していた。フェニキア人はシケリア全島に貿易拠点を置いたが、内陸部に進出することはなかった。紀元前750年以降にギリシア人が植民都市の建設を始めると、これに抵抗はせずに島の西側のモティア（現在のマルサーラのサン・パンタレオ島）、パノルムス（現在のパレルモ）およびソルス（現在のサンタ・フラーヴィアのソルントゥム遺跡）に後退した。シケリアに最初に殖民を始めたギリシア人はイオニア人（ギリシア本土ではアテナイが有力）であり、紀元前735年にはナクソス（現在のジャルディーニ＝ナクソス）が建設され、紀元前648年頃にフェニキア領ソルスとの境界にヒメラが建設されるまで、海岸沿いに島の北部と西部に広がっていった。ドーリア人（ギリシア本土ではスパルタが有力）は紀元前734年にシュラクサイ（現在のシラクサ）を建設し、海岸沿いにまずは南方に、続いて西方に領域を広げ、紀元前645年にはフェニキア領モティアとの境界にセリヌスが建設された。イオニア人がシケリア先住民およびフェニキア人に対して友好的であったのに対し、ドーリア人はより攻撃的であり、先住民を圧迫して内陸部にも領土を拡大していった。ギリシア人殖民都市間、あるいはギリシア人と先住民の間に紛争はあったものの、それらは局地的なものに留まり、重大な結果をもたらしたりあるいは島外からの干渉を受けるようなことはなかった。フェニキア人とカルタゴ人はシケリア島の全住民と自由に取引を行っており、この結果各殖民都市は繁栄した。しかし、この繁栄の結果、いくつかの殖民都市は領土の再拡張を試み、これがシケリア戦争と呼ばれる一連の戦争の原因となった。

### カルタゴの覇権
シケリアのフェニキア人は、初期のギリシア勢力の拡大に対して武力を持って対抗することはなかったが、その勢力がシケリア西部のフェニキア領域にまで達すると、対応策を変えた。フェニキア人は紀元前580年にはドーリア人都市のセリヌスに対応するためにエリミ人を支援し、セリヌスのさらなる西進を阻止した。この事件におけるカルタゴの役割は不明であり、シケリアのフェニキア人はカルタゴからは独立していた可能性もある。カルタゴ王マルケス（在位：紀元前556年頃 - 紀元前550頃）は、この事件の後に「全シケリアを征服」し、ティルスに戦利品を送ったと言われている。これはおそらく、フェニキア人植民都市であるモティア、パノルムスおよびソルスが既にカルタゴの覇権下にあり、ギリシアのシケリア西部侵攻に対抗したことを暗示している。他方、マルケスがシケリアで活動していた間にもセリヌスとヒメラは拡大しており、カルタゴとシケリアのギリシア殖民都市間には紛争がなかったことも示唆している。しかしながら、カルタゴは紀元前510年にスパルタの王子であるドリエウスのシチリア遠征には対抗し、エリュクス（現在のエリーチェ）近くでスパルタ軍に勝利している。このことから、この時期にはカルタゴがシケリアのフェニキア人に対して強い影響力を持っていたことは明らかである。スパルタの残存兵士達は、ヘラクレア・ミノア（現在のカットーリカ・エラクレーア）を建設したが、この後におきた戦争でカルタゴに破壊された。この戦争がいつ発生したのかは不明であるが、その後紀元前480年に至るまでカルタゴはシケリアに介入しなかった。カルタゴはシケリアのフェニキア人殖民都市の自治を認めてはいたが、外交政策は統制し軍事支援のために税金を徴収していた。ほとんどがセゲスタに居住していたエリミ人はカルタゴと同盟関係にあり、敵対するセリヌスに対抗していた。セリヌスもまた、勃興するアクラガス（現在のアグリジェント）の脅威に対抗するため、カルタゴと同盟を結んでいた。

### ギリシア殖民都市の僭主達
戦死したドリエウスの復讐戦というアピールは、ドリエウスの弟であるレオニダス（後のスパルタ王でテルモピュライの戦いの英雄）も含めて、ギリシア本土には無視された。カルタゴもサルティニアの征服に忙しかったが、その間にシケリアのギリシア植民地は僭主によって支配されるようになった。特にゲラ（現在のジェーラ）、アクラガス、イタリアのレギオン（現在のレッジョ・ディ・カラブリア）の僭主達は、紀元前505年から紀元前480年にかけて先住民あるいは他のギリシア殖民都市を犠牲にしてその領域の拡大を試みた。中でも最も成功を収めたのはゲラであった。ゲラの僭主クレアンデルやヒポクラテスはシケル人とイオニア人の領域に侵攻し、紀元前490年までにザンクル（現在のメッシーナ）、レオンティノイ（現在のレンティーニ）、カタナ（現在のカターニア）およびナクソスはゲラが支配することとなった。シュラクサイはギリシア本土のコリントスの支援でヒポクラテスを撃退したが、その後継者であるゲロンはシュラクサイを占領し、そこを首都とした。アクラガスもシカン人とシケル人の領域を侵食し、僭主であるテロンは将来の紛争を避けるためにゲロンと同盟を結んだ。ゲラの拡大にともなってイオニア人はナクソスとカタナを失ったためヒメラとレギオンは同盟を結んだ。レギオンの僭主アナクシラスはザンクルをシュラクサイの支配から解放し自身の出身地からメッセネと改名し、ヒメラの僭主テリルスの娘と結婚した。ヒメラとレギオンはカルタゴとも条約を結んだ。テリルスはさらに一歩進んでカルタゴの「王」ハミルカル・マゴ（ハミルカル1世、マゴ朝第3代）と賓客関係となった。
したがって、紀元前483年頃には、シケリアには3つの勢力が微妙に均衡していた。カルタゴはエリミ人とセリヌスの間に平和を維持しており、北部のイオニア人殖民都市（ヒメラとレギオンが指導的地位にあった）は南部のドーリア人殖民都市（シュラクサイとアクラガスが指導的立場）と相対していた。この状況は紀元前480年にアクラガスのテロンがヒメラ市民の支援を受けてテリルスを退位させ、ヒメラの支配権を握ったことにより変化した。カルタゴはテルリスの娘婿であるアナクシラスに促されてシケリアに介入したが、紀元前480年にハミルカル・マゴが率いるシケリア遠征軍は、ゲロンとテロンの連合軍に第一次ヒメラの戦いで敗北した。敗北はしたものの、シケリア西部のカルタゴ支配地域は影響を受けなかった。その後70年間カルタゴはシケリアに介入せず、北アフリカ、サルディニアおよびイベリア半島での覇権確立に努めていた。
カルタゴの敗北は、シケリアに繁栄をもたらしたが、平和はもたらさなかった。この当時のシケリアの政治的状況を見ると、いくつかの都市で僭主が追放され民主制や寡頭制に変わっている。シュラクサイの影響力は低下し、ギリシア殖民都市間の内輪もめが起こっていた。この紛争に介入するため、アテナイは紀元前427年、425年、424年にシケリアに艦隊を送ったが、これに対抗するためにシュラクサイの将軍ヘルモクラテスの呼びかけにより汎シケリア同盟が成立した。ただし、同盟はあくまでアテナイに抵抗するためのものであり、シケリアの殖民都市間および先住民との平和維持は目的外であった。皮肉なことに、敗北したカルタゴとエリミ人は、第一次ヒメラの戦いから紀元前415年まで、比較的平和を謳歌していた。

### セリヌス対セゲスタ
ギリシア人都市であるセリヌスとエリミ人都市であるセゲスタは長年にわたって交易と紛争を繰り返してきた。両都市は交易相手であり、距離的にも近いため両市民間の結婚を可能にする法律も持っていた。紛争もまた生じていた。フェニキア人はエリミ人と同盟し、紀元前580年にモティア近郊で、紀元前510年にエリュクスでギリシア人の侵攻に対して勝利していた。カルタゴがヘラクレア・ミノアを破壊した際に、セゲスタがどのような役割を果たしたかは不明である。紀元前480年の第一次ヒメラの戦いの際には、セゲスタは中立を保っている（皮肉なことにセリヌスはカルタゴ側であった）。ヒメラの戦い以降の期間は、両都市にとって繁栄の時期であった。紀元前454年頃、モティア、セゲスタ、セリヌスおよびアクラガスを巻き込んだ紛争が起こっているが、カルタゴが介入しなかったこと以外の詳細は不明である。セリヌスは勝利し、セゲスタはアテナイに救援を求めたがその結果も不明である。その後30年間は平和が続いたが、セゲスタの勢力は低下し、紀元前416年に至ってセリヌスは公然とセゲスタに対する敵対行動を開始した。

#### アテナイのシケリア遠征
セリヌスのギリシア人はマツァロ川の上流を渡り、セゲスタとの国境近くの論争中の土地を占拠し、セゲスタに対する襲撃を開始した。セゲスタはこれを中止するよう要求したが聞き入れられなかっため、占拠された土地を奪還しようとしたが、戦闘となって敗北した。続いてセゲスタはアクラガスとシュラクサイに介入を求めたが失敗し、それどころかシュラクサイはセリヌスに加担して艦隊を派遣し、セゲスタの海上封鎖を行った。危機に陥ったセゲスタはカルタゴに外交使節を派遣して救援を求めたが、カルタゴはこれを拒否した。紀元前426年にセゲスタはアテナイが最初にシケリアに侵攻した際に同盟関係を結んでいたため、アテナイにも使節を派遣して救援を請うた。アテナイはこれを受けて紀元前415年から紀元前413年にかけてシケリア遠征を行うが、セリヌスとシュラクサイを含むシケリア連合軍に敗北した。アテナイと同盟していたセゲスタの立場は危険なものとなった。

#### セリヌスのセゲスタ再攻撃
アテナイに対する勝利の後、セリヌスは再び領土の拡大を求めた。その立地条件から、西に領域を拡大するとモティアと、東に向かうとすればアクラガスと、北に向かうとセゲスタと衝突することになる。モティアとの紛争はカルタゴの介入を招く可能性があり、アクラガスはシケリアで最も裕福な都市でセゲスタと比較して軍事力も強力であった。さらに、セゲスタは敵国であるアテナイの同盟都市であり、エリミ人の土地を征服すると、セリヌスはシュラクサイに匹敵する領土を有することとなり、また内陸を通ってティレニア海に出ることができる。ティレニア海に出られれば、エトルリアとマッサリア（現在のマルセイユ）との直接的な交易も可能となる。
このような理由から、紀元前410年にセリヌスは再びセゲスタに対する敵対行動を開始し、セゲスタ近郊の係争地域を占領した。セゲスタは、これに抵抗するとシュラクサイの介入を招くことを恐れ、積極的な行動には出なかったが、セリヌスはセゲスタ領域への襲撃を継続した。ここに至ってセゲスタは、カルタゴに従属することを条件に保護を求めた。

## カルタゴの反応
第一次ヒメラの戦いの後70年、カルタゴはシケリアへは介入せず、マゴ王朝の指導の下、北アフリカでの領土拡大、アフリカ大西洋岸とヨーロッパへの交易ルートの開拓、サルディニアの平定に集中していた。シケリアのギリシア人もまた、カルタゴを挑発するようなことはしなかった。交易パターンを変更し、市場を統合したことにより、紀元前430年頃にはカルタゴには大量の金銀が貯蔵された。ギリシア人もカルタゴの国力増大を知っており、このためアテナイのシケリア遠征の際にはシュラクサイはカルタゴの支援を求め、一方のアテナイもカルタゴの支援を要請した。カルタゴはどちらの要請も拒否し、紀元前416年のセゲスタの支援要請も拒絶した。しかし、紀元前411年にセリヌスが再びセゲスタを攻撃すると、事態は一転した。

### 介入の理由
カルタゴのシケリア介入の理由としては、第一にセゲスタがカルタゴの従属国になることを求めてきたことがあげられる。これにより、セゲスタは内政と商業活動に関する自由は維持したが、外交政策はカルタゴに委ね、エリミ人地域のカルタゴ駐留軍の費用を支払い、またその保護の謝礼として貢物を送ったと思われる。第二に、カルタゴの行政責任者であり、マゴ王朝（形式上はカルタゴは王制を維持していたが、第一次ヒメラの戦いの敗北以降に王の権力は制限され、元老院が権力を握っていた）の一員であるハンニバル・マゴ（在位：紀元前440年 - 紀元前406年）はギリシア嫌いであった。カルタゴ側からすると、3つの要因を考慮する必要があった。一つにはセリヌスが勝利するとシケリア西部で強大な勢力を有することとなりカルタゴの利権が脅威にさらされること、二つにはセゲスタの従属はカルタゴの領域拡大につながること、第三には他方介入により強大なシュラクサイとの戦争を招く可能性があること、である。カルタゴ元老院は長期の議論を重ね、またハンニバル・マゴの影響力もあり、セゲスタの従属を受け入れ、これを支援することとした。ハンニバル・マゴにはセゲスタ救援のためにあらゆる手段を講じることが認められた。

### シャトル外交
ハンニバル・マゴは自身の個人的感情には左右されず、任務に取り組んだ。彼はセリヌスに外交使節を派遣し、係争土地を引き渡す代わりにセゲスタと停戦することを提案した。カルタゴは常備軍を持たなかったが、この交渉の間に兵を動員する時間が生まれた。また交渉が成功すれば、セゲスタはすでにカルタゴの従属国になっているためカルタゴの実質的な領土を拡大でき、戦争を行わずにセゲスタの安全を守ることができる。カルタゴの提案はセリヌスの議会で議論され、カルタゴに近い市民であるエンピデオンは、カルタゴとの戦争を避けるために強く和平を主張した。しかし、結局セリヌスはカルタゴの提案を拒絶した。
続いてハンニバル・マゴはカルタゴ人とセゲスタ人からなる使節団をシュラクサイに派遣し、シュラクサイがセリヌスとセゲスタの和平を仲介するという提案をした。ただ、これはセリヌスがシュラクサイの調停を拒絶し、シュラクサイがそれ以上の介入を避けるであろうことを計算してのものであった。セリヌスの外交使節がシュラクサイに調停を求めると、シュラクサイはセリヌスとの同盟を破棄するつもりはないが、カルタゴとの平和を壊すつもりもないと返答した。このため、カルタゴはシュラクサイの介入を恐れることなく、セリヌスに対応することができるようになった。すなわち、カルタゴの外交政策により、セリヌスを孤立させることに成功した。

### 紀元前410年の遠征
カルタゴは常備軍を持たなかったため、ハンニバル・マゴはまずはアフリカ兵5,000とイタリア人傭兵800（アテナイがシケリア遠征の際に雇用していた兵士たち）をシケリアに送り、セゲスタに駐屯させた（またイタリア傭兵に馬も提供した）。セリヌス軍はセゲスタの領域で略奪を行っていたが、不注意にも小さなグループに分かれて行動していた。セゲスタに到着した増援軍はセリヌス軍に奇襲をかけ、およそ1,000を殺し、また集めていた戦利品を取り戻した。この後セリヌス軍は退却したため、当面の間セゲスタの安全は確保された。シュラクサイはセリヌスから支援を求められたが、議会での採決の結果これを拒否した。一方セゲスタはシュラクサイの介入を恐れ、さらなる援軍をカルタゴに要請した。

## セリヌス包囲戦（紀元前409年）
ハンニバル・マゴはセゲスタの要請に応えて、騎兵4,000を含み総兵力120,000と言われる軍を編成した。兵士は北アフリカ、サルディニア、イベリア半島、さらにシケリアのギリシア人からも募集され、またカルタゴ人の志願兵も加わっていた。最近の研究では実際の兵力は30,000-40,000と推定されている。カルタゴ軍は紀元前410年の夏には集合を開始したが、紀元前409年の春まで進発しなかった。

### カルタゴ軍の編成
カルタゴ軍は、各地から募兵された傭兵で構成されていた。リビュア人は重装歩兵と軽歩兵を提供したが、最も訓練された兵士であった。重装歩兵は密集隊形で戦い、長槍と円形盾を持ち、兜とリネン製の胸甲を着用していた。リュビア軽歩兵の武器は投槍で、小さな盾を持っていた。イベリア軽歩兵も同様である。イベリア兵は紫で縁取られた白のチュニックを着て、皮製の兜をかぶっていた。イベリア重装歩兵は、密集したファランクスで戦い、重い投槍と大きな盾、短剣を装備していた。カンパニア人、サルディニア人、ガリア人は自身の伝統的な装備で戦ったが、カルタゴが装備を提供することもあった。
リュビア人、カルタゴ市民、リュビア・カルタゴ人（北アフリカ殖民都市のカルタゴ人）は、良く訓練された騎兵も提供した。これら騎兵は槍と円形の盾を装備していた。ヌミディアは優秀な軽騎兵を提供した。ヌミディア軽騎兵は軽量の投槍を数本持ち、また手綱も鞍も用いず自由に馬を操ることができた。イベリア人とガリア人もまた騎兵を提供したが、主な戦術は突撃であった。カルタゴ同盟都市もまた部隊を編成した。カルタゴ人の士官が全体の指揮を執ったが、各部隊の指揮官はそれぞれの部族長が務めたと思われる。イタリアとシケリアで募兵したギリシア人傭兵は重装歩兵となった。

### セリヌス：立地と防衛体制
セリヌスはシケリアで最も裕福な都市の一つであり、シケリア東岸にあった メガラ・ヒュブラエア（現在のシラクーザ県アウグスタ）のドーリア人が紀元前628年頃に入植した。シュラクサイとアクラガスの同盟には加盟していなかったものの、シュラクサイは救援軍を準備するに当たり、その立地と人口からセリヌスの防御体制は固いと考えていた。

#### 都市の特徴
セリヌスはセリヌス川（現在のモティオーネ川）とコットーネ川（現在は溝が残るのみ）に挟まれる高さ約47メートルの丘の上の都市で、南側（海側）を除く3方向は傾斜している。南端には城壁で囲まれたアクロポリスがあり、ここが元々の城市であったが、その後北に向かって拡大し丘全体に市域が広がった。アクロポリス北側にアゴラがあったが、位置は不明である。二つの川の河口沿いに二つの港があった。川の東西の対岸にはどちらにも丘があり、いずれの丘にもいくつかの神殿があった。現在では城壁の位置をたどることはできないが、アクロポリスと市街が存在する丘全体を守っていたと推定される。

#### セリヌス軍
シュラクサイやアクラガスのようなシケリアの大規模都市国家は10,000-20,000の市民を兵として動員でき、ヒメラやメッセネのようなやや小さな都市国家は3,000-6,000の兵を動員可能であった。セリヌスの兵力は3,000-5,000と思われるが、それを増強する傭兵は雇われなかった。
セリヌスの主力兵士は重装歩兵であり、またかなりの規模の騎兵も有していた。海軍の状況とその配備に関しては不明である。紀元前480年以降、セリヌスは市から遠く離れた場所で戦闘を行っており、都市自身が脅威にさらされたことはなかったため、その城壁は十分な補修がされていなかった。包囲戦には女性や老人も含めた全市民が動員され、投擲兵器を担当した。攻撃してくる兵士に対して、城壁の上から瓦やレンガや他の重量物を投げることにより、これら軽歩兵でも市街戦においては敵兵に大きな損害を与えることができた（このような素人兵士が活躍した例として、やや後の話だが、エピロス王ピュロスが女性が投げた瓦で負傷した例があげられる）。

### カルタゴ軍のシケリア遠征
紀元前409年の春、60隻の三段櫂船の護衛の下、兵士、補給物資、攻城兵器を乗せた1,500隻の輸送船がアフリカからシケリアのモティアへと向かった。シケリアのカルタゴ人都市とセゲスタからも兵士が召集され、モティアで合流した。セリヌスに進発する前に、ハンニバル・マゴは兵士達に1日の休息を与えた。セリヌスに向かう途中でその衛星都市であるマザラ（現在のマツァーラ・デル・ヴァッロ）を占領した。マザラは戦争の間、カルタゴ軍の補給基地として利用された。攻城兵器は陸兵が運搬し、カルタゴ艦隊はモティアに留まった。騎兵部隊がモティアを偵察していたため、セリヌスはカルタゴ軍の接近を知っていた。セリヌス市民は防衛準備を行い、市の外に出ていた市民は全て城壁内に避難し、食料品を備蓄した。またゲラとシュラクサイに救援を要請した。

#### 包囲開始
カルタゴ軍は外部からの救援軍が到着する前にセリヌスに到着し、攻城を開始する前に、アクロポリスの西側の丘に野営した。ハンニバル・マゴはセリヌス攻撃中にシュラクサイあるいは他の都市からの援軍が到着することを恐れ、攻城堡塁を建設しての長期戦は採用しなかった。セリヌスを飢えで降伏させるのではなく、ハンニバル・マゴは攻城兵器を用いて直接攻撃を行うこととした。70年前のヒメラでのカルタゴの敗北を繰り返すつもりはハンニバル・マゴにはなかった。カルタゴ軍は大急ぎで攻撃を開始するのではなく、攻城兵器の組み立てと準備作業に時間を使った。

#### 最初の攻撃
カルタゴ軍は東側の丘に分遣隊を派遣して、他のギリシア都市からの援軍が来た場合に備えた。初日の攻撃はおそらくは北側から行われ、カンパニア傭兵の支援の下、6台の攻城塔と破城槌が使用された。破城槌には火での攻撃に耐えられるように、鉄の覆いがついていた。セリヌスは長年にわたり攻城戦を経験しておらず、対処する知識も十分でなかった。攻城塔は城壁よりも高く、内部には多くの投石兵と投擲兵器を担当する兵が乗っていた。これらの兵士は城壁上のセリヌス兵を攻撃し、追い払った。続いて破城槌が前進し、城壁を破壊した。しかしながら、続いて行われたカンパニア歩兵の攻撃は、終日の戦闘の後に撃退された。理由の一部は、城壁の瓦礫が十分に除去できず、カルタゴ軍の動きを阻害したためであった。セリヌスの男性がカルタゴ軍と戦っている間、女性と老人は城壁まで補給物資を運び、また破壊された城壁を修復した。夜になってカルタゴ軍は攻撃を中止し、野営地に引き上げた。
セリヌスはこの機会を利用して、再びアクラガス、ゲラおよびシュラクサイに救援を要請し、城壁を補修した。救援要請は馬で運ばれ、2日の内にシュラクサイに到着した。シュラクサイからの援軍は5日間で到着可能なはずであった。アクラガスとゲラはシュラクサイの反応を待つこととした。シュラクサイはレオンティノイとナクソスと交戦中であったが、これを中止して救援軍を送ることとした。しかし、その準備は、セリヌスが長期にわたってカルタゴの攻撃に耐えられるとの前提で行われた。実際にはカルタゴ軍は攻城戦に長けていたため、この想定は誤っていた。ある学者は、紀元前5世紀のギリシア都市の中では、アテナイが攻城戦において最も強力との評判があったが、オリエント国家やカルタゴの能力と比較した場合、その評判は盲目の人間と片目の人間を比較するようなもの、と述べている。

#### 最後の攻撃
カルタゴ軍は翌日に攻撃を再開した。6基の攻城塔には前日と同じように投石兵と投擲兵が搭乗し、複数の場所で城壁の上のセリヌス兵を攻撃し、これを駆逐した。6基の破城槌により何箇所かの城壁が破壊された。瓦礫を撤去した後、カルタゴ軍兵士は繰り返し突撃をかけ、城内に突入した。城壁が破壊されると、セリヌス軍はそこでの防衛をあきらめ、市街の狭い道にバリケードを築いてそこで抵抗を行った。激しい白兵戦が、昼夜を問わず9日間続いた。カルタゴ側で白兵戦の中心となったのはイベリア兵であった。セリヌス兵も激しく抵抗し、建物の屋根の上からは、女性達が瓦やレンガを投げつけた。カルタゴ軍も大きな損害を受けたが、次第に優勢となってきた。9日目になると、屋根から投げつける瓦やレンガはなくなり、カルタゴ軍の行動は容易となった。セリヌス軍は最後にはアゴラを抵抗拠点としたが、粉砕された。結局、6,000名が捕虜となり、3,000名がアクラガスへの脱出に成功したものの、16,000が戦死あるいは戦闘後に虐殺された。神殿に避難していたセリヌス人のみが許されたが、これは避難民達に神殿に火を放たせず、神殿からの戦利品を確保するためであった。

## その後
ディオクレス（en）が率いるシュラクサイ軍の前衛部隊3,000がアクラガスに到着した時点で、すでにカルタゴ軍はセリヌスを占領していた。救援に失敗したディオクレスは、ハンニバル・マゴと交渉を開始した。最初の交渉団には厳しい条件が突きつけられたが、親カルタゴのセリヌス人であるエンペディオンに率いられた2回目の交渉団は、都市の再建と身代金支払いによる捕虜の解放の許可を得た。カルタゴ軍はセリヌスを徹底的に破壊していたが、宝物はカルタゴに運び出されたものの神殿は冒涜を免れていた。
カルタゴに帰還するか、敵対するギリシア都市との停戦交渉を行うかの代わりに、ハンニバル・マゴはヒメラに向かって進軍した。そこは70年前の紀元前480年に、カルタゴ軍が敗北した場所であった。シュラクサイはこの状況に危機感を抱き、ヒメラに対する救援軍の準備を始めた。ヒメラ自身がセリヌス包囲戦に関わっていたかは不明である。
シュラクサイの将軍ヘルモクラテスがセリヌスの城壁を再建し、紀元前407年にはカルタゴ領への襲撃拠点として利用した。紀元前405年に平和条約が結ばれると、セリヌス自体の再建が許されたが、かつての繁栄を取り戻すことはできず、セゲスタを脅かすこともなかった。セリヌスは第一次ポエニ戦争発生時にはカルタゴ支配下にあったが、カルタゴは防衛線を縮小するために市民をリルバイオン（現在のマルサーラ）に移住させ、セリヌスは破壊された。

## 参考資料
- Baker, G. P. (1999). Hannibal. Cooper Square Press. ISBN 0-8154-1005-0
- Warry, John (1993). Warfare in The Classical World. Salamander Books Ltd.. ISBN 1-56619-463-6
- Lancel, Serge (1997). Carthage A History. Blackwell Publishers. ISBN 1-57718-103-4
- Bath, Tony (1992). Hannibal's Campaigns. Barns & Noble. ISBN 0-88029-817-0
- Kern, Paul B. (1999). Ancient Siege Warfare. Indiana University Press. ISBN 0-253-33546-9
- Freeman, Edward A. (1892). Sicily Phoenician, Greek & Roman, Third Edition. T. Fisher Unwin
- Church, Alfred J. (1886). Carthage, 4th Edition. T. Fisher Unwin